# Cycle de Mars

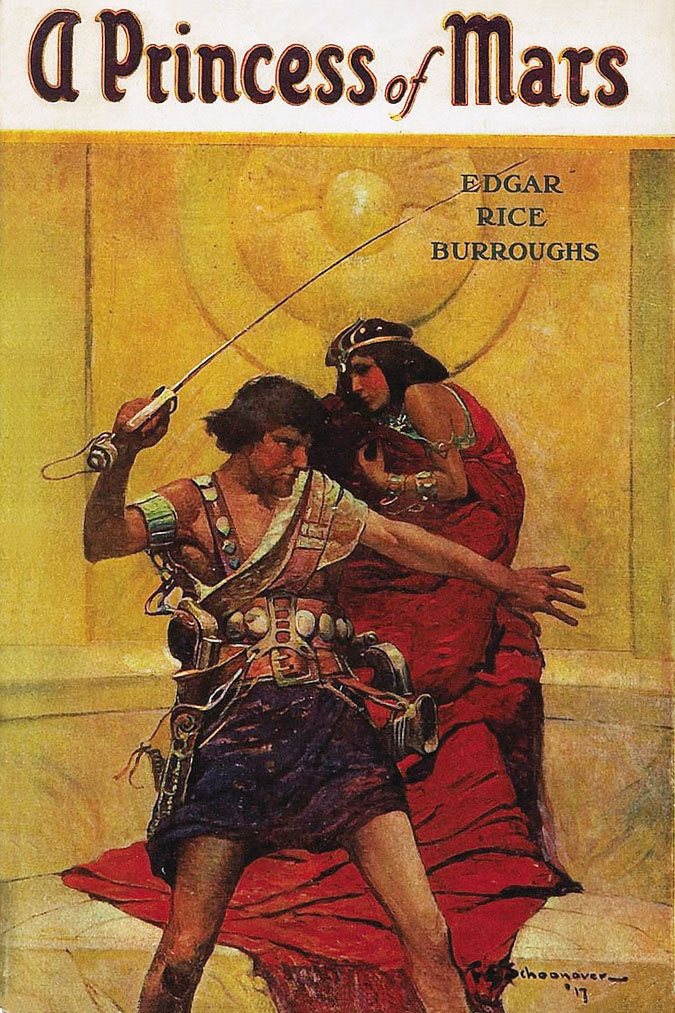
John Carter et Dejah Thoris dessinés par Frank Schoonover pour la première édition d'Une princesse de Mars (éditions McClurg, 1917).

Le Cycle de Mars est une série de romans de space fantasy écrits par Edgar Rice Burroughs pendant la première moitié du XXe siècle. L'action se situe sur une planète Mars imaginaire — également dénommée Barsoom — où les combats à l'épée côtoient une technologie très avancée. 

## Historique
La série, initialement publiée en épisodes dans All-Story Magazine à partir de février 1912 sous le titre Under the Moons of Mars, est publiée en romans à partir de 1917, et comprendra dix volumes en 1948, un onzième volume étant publié en 1964, après le décès de Edgar Rice Burroughs, en regroupant deux longues nouvelles publiées en 1940 et 1943.  
Premier succès populaire pour des récits de planet opera, le Cycle de Mars raconte les aventures de ses personnages sur Mars, décrite comme une planète agonisante basée sur les travaux de Percival Lowell et Camille Flammarion et peuplée de diverses races se faisant souvent la guerre. Les trois premiers romans se concentrent sur les aventures de John Carter sur Barsoom, depuis son arrivée sur la planète jusqu'à sa désignation comme Seigneur de la Guerre de Barsoom. 
Les romans suivants se consacrent à d'autres personnages, dont les enfants et petits-enfants de John Carter, ce dernier n'apparaissant souvent plus que comme personnage secondaire.
Ce cycle a donné la vocation d'auteur à des écrivains comme Ray Bradbury ou Leigh Brackett. Le cycle a été classé deuxième en 1966, à l'occasion du prix Hugo de la « Meilleure série de tous les temps » (Best All-Time-Series), juste après le Cycle de Fondation d'Isaac Asimov.
En 1936, Robert E. Howard écrit le roman Almuric. Publié en 1939, on peut y voir un pastiche ou un hommage au Cycle de John Carter.
The Walt Disney Company a produit une adaptation cinématographique du premier épisode de cette saga intitulé John Carter (2012). À la suite des mauvais résultats du film, Disney a abandonné ses droits d'adaptation en octobre 2014.

## Personnages principaux
- John Carter, un Terrien dont les aventures forment la trame essentielle des trois premiers romans du cycle
- Dejah Thoris, une Martienne rouge, princesse de l'empire de Hélium, pour l'amour de laquelle John Carter explorera quasiment toute la planète
- Tars Tarkas, un Martien vert ami de John Carter qui se hissera au rang de jeddak de la horde des Tharks.
- Carthoris et Tara, les enfants de John Carter et Dejah Thoris

## Composition du Cycle
Burroughs commence à écrire les livres du Cycle de Mars en 1911 et en produit un par an entre 1912 et 1914. Le suivant est publié en 1916, puis sept autres sont publiés entre 1922 et 1943. Le premier livre est publié en épisodes sous le titre Under the Moons of Mars en 1912 et publié en un volume en 1917 sous le titre A Princess of Mars (Une princesse de Mars). La dernière œuvre de la série est une longue nouvelle, Skeleton Men of Jupiter, publié dans Amazing Stories en février 1943 (publiée en un volume avec une autre nouvelle en 1964, sous le titre John Carter of Mars (John Carter de Mars). Les deux derniers livres sont des recueils de nouvelles, dont un est publié en volume seulement après le décès de l'auteur.
| Ordre | Titre original          | Publication en épisodes  | Publication en volume | Titre en français                                                                      | Publication en français |
| ----- | ----------------------- | ------------------------ | --------------------- | -------------------------------------------------------------------------------------- | ----------------------- |
| 1     | A Princess of Mars      | février–juillet 1912     | 1917                  | Une princesse de Mars (ou Le Conquérant de la planète Mars ou Les Conquérants de Mars) | 1937                    |
| 2     | The Gods of Mars        | janvier–mai 1913         | 1918                  | Les Dieux de Mars (ou Divinités martiennes)                                            | 1937                    |
| 3     | The Warlord of Mars     | décembre 1913-mars 1914  | 1919                  | Le Seigneur de la Guerre de Mars (ou Le Guerrier de Mars)                              | 1971                    |
| 4     | Thuvia, Maid of Mars    | avril 1916               | 1920                  | Thuvia, vierge de Mars (ou La Princesse de Mars)                                       | 1971                    |
| 5     | The Chessmen of Mars    | février–mars 1922        | 1922                  | Les Pions humains du jeu d'échecs de Mars (ou Échecs sur Mars)                         | 1971                    |
| 6     | The Master Mind of Mars | juillet 1927             | 1928                  | Le Conspirateur de Mars (ou Le Chirurgien de Mars)                                     | 1984                    |
| 7     | A Fighting Man of Mars  | avril–septembre, 1930    | 1931                  | Le Guerrier de Mars (ou L'Aventurier de Mars)                                          | 1986                    |
| 8     | Swords of Mars          | novembre 1934-avril 1935 | 1936                  | Les Épées de Mars                                                                      | 1995                    |
| 9     | Synthetic Men of Mars   | janvier–février 1939     | 1940                  | Les Hommes synthétiques de Mars                                                        | 1995                    |
| 10    | Llana of Gathol         | mars–octobre 1941        | 1948                  | Llana de Gathol                                                                        | 1995                    |
| 11    | John Carter of Mars     | janvier 1941             | 1964                  | John Carter de Mars                                                                    | 1995                    |

## Planète Barsoom
Vaguement inspiré des travaux de Percival Lowell, Barsoom y est décrite comme une planète ayant été peuplée de races puissantes, mais qui est à présent agonisante, ayant perdu une large proportion de son eau et de son atmosphère, et dont les peuplades restantes luttent pour survivre.
Autrefois abritant des civilisations florissantes auprès de mers séparant les continents, Mars s'est asséchée et perd son atmosphère. L'aspect général de la planète est donc celui de plaines désertiques où ne pousse qu'une mousse jaune, notamment constituées des anciennes mers sur le rivage desquelles on trouve les anciennes cités martiennes abandonnées, avec quelques zones fertiles maintenues souvent avec difficulté notamment grâce à un réseau de canaux.
Le réseau de canaux permet de distribuer l'eau aux cités restantes, occupées par les industrieux martiens rouges, héritiers des anciennes races de la planète.
Le climat de Barsoom est assez chaud, sauf aux pôles. Le pôle sud a comme particularité d'abriter deux domaines cachés : d'une part le domaine des therns sacrés au centre duquel se trouve la mer de Korus, dans la vallée Dor, dans laquelle se jette la rivière Iss, et d'autre part le domaine souterrain des hommes noirs de Barsoom. Le pôle nord quant à lui abrite les dernières cités secrètes des hommes jaunes.

### Habitants
Les barsoomiens, à l'exception des martiens verts, sont quasiment indiscernables des humains, du moins si on exclut la couleur. Tous parlent la même langue, mais chaque état-nation a sa propre écriture.
Tous les barsoomiens partagent cependant quelques caractéristiques qui en font clairement des non-humains.
Tout d'abord ils semblent être virtuellement immortels. La durée de vie est traditionnellement fixée à mille ans, puisque c'est l'âge auquel un martien est supposé entamer son pèlerinage sur la rivière Iss, qui le mènera dans le paradis de la vallée Dor, mais des martiens plus âgés existent (tel I-Gos, le taxidermiste de Manator, dans Les pions humains du jeu d'échecs de Mars, qui avoue deux mille ans). Par ailleurs, beaucoup de martiens meurent plus jeunes à la suite de guerres ou d'un assassinat.
Ensuite tous les martiens sont ovipares. Les œufs pondus doivent incuber pendant cinq ans. Cela n'empêche cependant pas les martiennes d'avoir les caractères externes d'un mammifère, à savoir des seins, ni l'union de John Carter et de Deja Thoris d'être fertile.
Enfin tous les martiens, y compris les animaux, sont télépathes, ce qui leur permet de communiquer aisément, même si la télépathie semble réservée à des communications simples plutôt destinées aux animaux domestiques. Chaque martien est cependant capable de fermer son esprit pour empêcher les autres de lire ses pensées. John Carter développe ses capacités télépathiques lorsqu'il est sur Mars. 
Vu le climat chaud, tous les barsoomiens vivent nus, le martien ordinaire ne portant qu'un harnachement lui permettant de transporter ses armes, ce qui ne l'empêche pas d'aimer les ornements, tels que des harnachements ou des armes parfois richement décorés d'or ou de pierreries.

#### Martiens verts

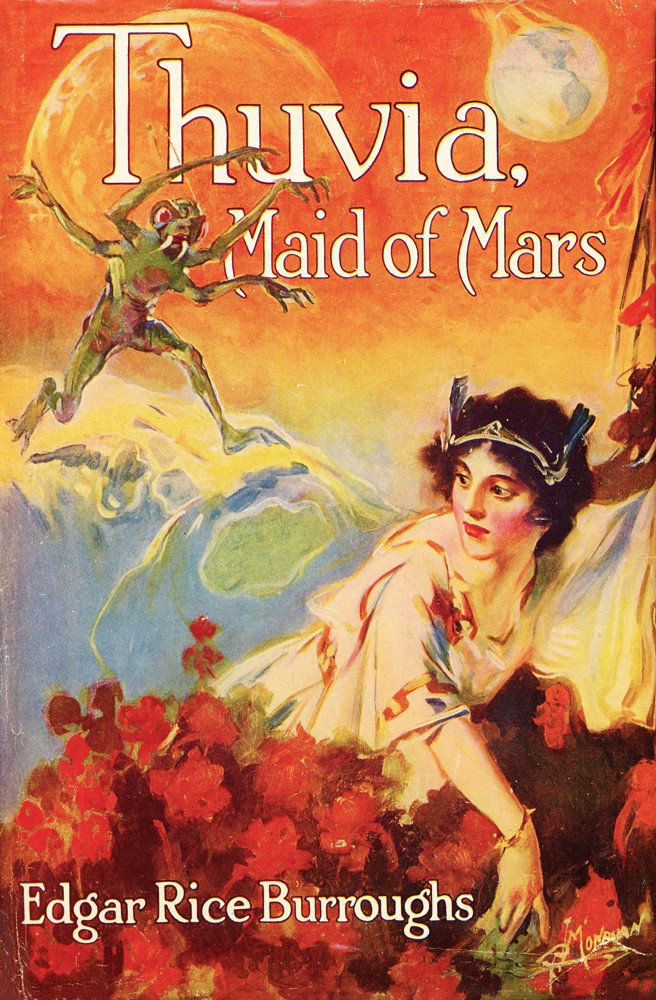
Un martien représenté en couverture de Thuvia, vierge de Mars (édition originale, 1920).
Illustration de Patrick J. Monahan.

Les martiens verts sont une des deux principales races de la planète, l'autre étant la race humanoïde des martiens rouges. Vaguement humanoïdes, les martiens verts masculins mesurent environ 4,50 mètres (les femelles font plus de trois mètres) et disposent de six membres : deux jambes, deux bras, et une paire de membres intermédiaires pouvant servir de bras ou de jambes. Les martiens verts vivent en hordes qui hantent les plaines désolées de Barsoom et occupent les anciennes villes abandonnées par les races disparues de la planète. Nomades, ils vivent de rapines et se font continuellement la guerre. Ce sont des êtres cruels et brutaux mais intelligents.
Les femmes diffèrent peu des hommes. Elles sont un peu plus petites, entre 3 mètres et 3,50 mètres, et de couleur un peu plus pâle. Par comparaison aux hommes, leurs défenses sont plus grandes, et vont jusqu'à se recourber à hauteur des oreilles. Les enfants sont plus pâles que les adultes, et ont, jeunes, plus tendance à utiliser leur paire de membres intermédiaires comme une seconde paire de jambes.

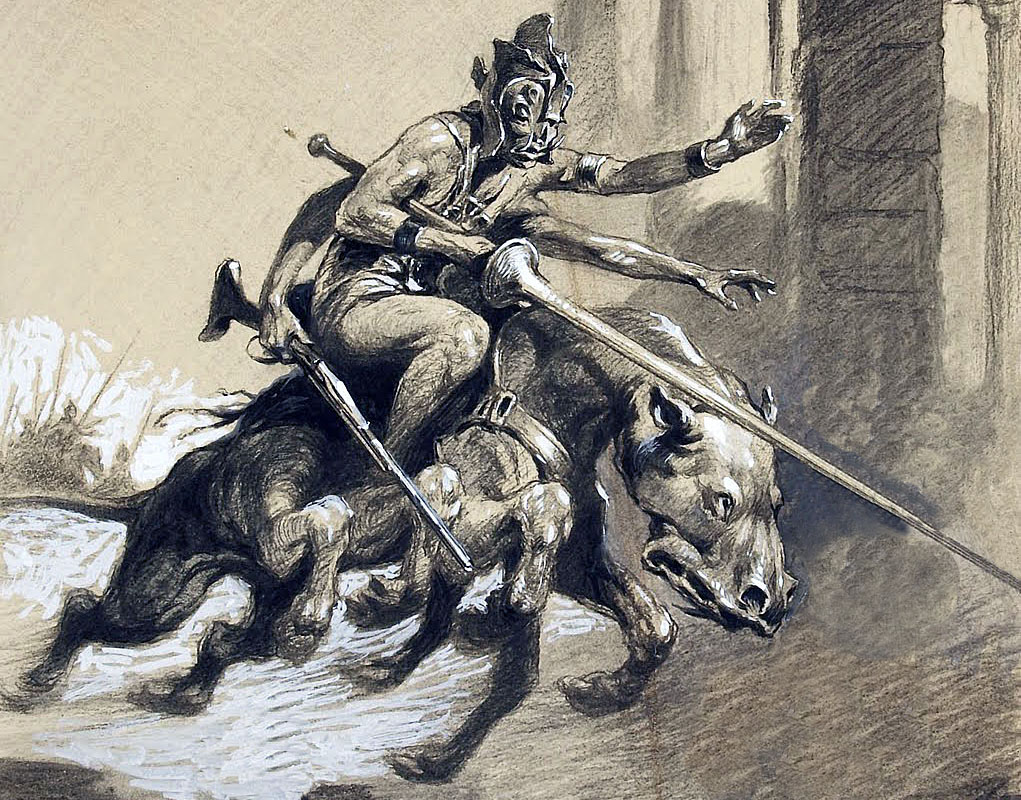
Un martien vert chevauchant son thoat, tel que représenté dans l'édition originale de 1920 de Thuvia, vierge de Mars.

Comme tous les martiens, les martiens verts sont ovipares. Le mode de fertilisation n'est pas précisé, mais on peut supposer que celle-ci est similaire à la reproduction humaine, comme c'est le cas pour la reproduction des martiens rouges. Chaque martienne verte pond environ treize œufs par an. Dans chaque tribu, une fois par an, une sélection a lieu et une centaine d'œufs sont mis de côté dans un endroit trop frais pour permettre l'incubation. Après cinq ans de ce régime, les cinq cents œufs sélectionnés sont placés dans un incubateur isolé quelque part dans les plaines, où ils restent cinq ans. Les incubateurs sont construits dans des endroits isolés où ils risquent peu d'être découverts. Un incubateur découvert par une tribu ennemie signifie la destruction des œufs, et donc cinq ans sans enfants pour la tribu. Dans Une princesse de Mars, la tribu des Tharks découvre et détruit un incubateur warhoon. Après cinq ans, tous les œufs éclosent sur une période de deux jours, et en sortent des petits martiens verts mesurant entre 1 mètre et 1,50 mètre. Les œufs non éclos dans cette période sont abandonnés, puisque leur éclosion tardive représente un danger pour la race. Cette prévisibilité permet à la tribu de se rendre auprès de l'incubateur exactement le jour de l'éclosion. Quand celle-ci est terminée, on creuse un trou dans le mur de l'incubateur, et les petits martiens verts qui s'enfuient sont attrapés par les martiennes vertes.
Chaque martienne verte se charge de l'éducation du petit martien vert qu'elle a attrapé lors de l'éclosion, aucun martien vert n'est donc élevé par sa propre mère. L'éducation des jeunes martiens verts se résume à leur apprendre à parler et à manier les armes. Aucun petit martien ne connait l'amour maternel ou paternel, ce à quoi John Carter attribue l'absence de sentiments ou d'empathie chez les martiens verts, tout en reconnaissant que cette dureté est expliquée en partie par la lutte permanente pour la survie sur une planète mourante.
Les martiens verts sont des guerriers nomades d'une grande férocité. La cruauté et la torture, des prisonniers ou de leurs congénères jugés trop mous, font office de passe-temps. John Carter découvre rapidement que le sourire ou le rire ne sont pas des signes de bienveillance, mais accompagnent au contraire les actes les plus brutaux ou cruels, de ce fait les plus appréciés par les martiens verts. Outre l'impact de leur brutalité et leur cruauté sur leurs petits, celle-ci a des conséquences parfois sur eux-mêmes. Ainsi, leurs bêtes de somme, les thoats, sont dirigés, outre la télépathie commune à tous mes martiens, par la brutalité et la peur, ce qui provoque souvent des accidents, vu la taille des thoats. John Carter leur apprendra à contrôler les thoats de manière plus efficace par la douceur, ce qui sera sans doute un des éléments qui changeront la civilisation thark. Les martiens verts sont constituées en hordes qui se font la guerre, elles-mêmes constituées de tribus. La horde des Tharks est constituée de 30 000 individus. Une tribu est constituée d'environ 1 500 individus. Semi-nomades, ils passent l'essentiel de leur temps, lorsqu'ils ne guerroient pas, dans les cités abandonnées se trouvant au bord des anciennes mers asséchées qui sont leur territoire de prédilection. Une tribu est dirigée par un jed aidé de ses chefs, une horde est dirigée par un jeddak (empereur). L'ascension sociale s'opère par élimination directe, c'est-à-dire par l'assassinat ou le duel à mort, qui permet au vainqueur d'hériter des biens et grades du défunt. Il n'y a que peu de limites à cette règle élémentaire : un jeddak par exemple ne doit se battre pour défendre sa place que si son conseil des jeds le juge nécessaire. Contrairement aux martiens rouges, les martiens verts ne semblent pas connaitre l'esclavage : les tâches ancillaires, telles que la nourriture, la fabrication des armes ou la confection des fourrures sont prises en charge par les martiennes vertes, qui sont cependant aussi versées dans l'art de la guerre, et se montrent aussi féroces que les hommes. Ils n'ont pas réellement de loi, en ce sens que si les coutumes sont transmises, le manquement à celles-ci fait l'objet d'un jugement par des pairs du coupable, qui forment un jury qui n'a pas à respecter de précédents. John Carter (ou Burroughs) observe ironiquement que la justice semble régner en raison inverse de la loi, et qu'à cet égard, les martiens verts sont heureux, puisqu'ils n'ont pas d'avocats.
Les martiens verts ne sont pas les intellectuels de Barsoom, mais ils ne sont pas stupides, et utilisent sans problème les techniques qui peuvent leur être utiles dans leurs activités principales, c'est-à-dire la guerre. Ils disposent donc essentiellement les techniques de fabrication des fusils et de leurs munitions, mais dédaignent visiblement les vaisseaux volants. Nomades, ils n'ont virtuellement pas de technique de campement, puisqu'ils campent essentiellement dans les villes abandonnées par les anciennes races de la planète.
La horde des Tharks tire son nom de la principale cité abandonnée par les anciens martiens blancs qu'ils occupent sur la rive d'une des anciennes mers asséchées. Elle est constituée d'environ trente mille Tharks et est constituée de vingt-cinq communautés ou tribus, dont cinq occupent la ville de Thark, les autres se répartissant dans les autres cités abandonnées du territoire contrôlé par les Tharks. C'est parmi une de ces tribus éloignées des Tharks que John Carter arrive lorsqu'il débarque sur Barsoom. Sous le règne du cruel Tal Hajus, les Tharks sont parmi les plus cruels et belliqueux des martiens verts, et n'hésitent pas à attaquer une expédition scientifique des martiens rouges, ce qui permettra à John Carter de rencontrer Dejah Thoris. Sous l'influence de Tars Tarkas devenu jeddak des Tharks, ces derniers feront alliance avec Hélium pour défaire Zodanga, et les Tharks adopteront des manières plus civilisées, notamment en commerçant avec les hommes rouges.
Les Warhoons sont environ vingt mille. Moins nombreux que les Tharks donc, ils les surpassent en sauvagerie et sont sans cesse en guerre avec eux. Les Torquas hantent le golfe asséché de Torquas et assiègent depuis des millénaires la cité de Lothar, ultime bastion des derniers restes de la race des hommes blancs de Barsoom.

#### Martiens rouges
Les martiens rouges sont la race principale de Barsoom. D'aspect parfaitement humanoïde, mais de couleur rouge cuivrée, ils sont, selon Dejah Thoris, le résultat de croisements entre les anciennes races qui existaient à l'époque où la planète avait encore des mers et n'était pas mourante. Ces anciennes races étaient les martiens blancs, les martiens foncés, décrit comme presque noirs, et la race jaune-rouge. Civilisés et industrieux, les martiens rouges vivent généralement dans de grandes cités fédérées en nations qui se font souvent la guerre, quand ils ne se battent pas contre les martiens verts.
Comme tous les martiens, les martiens rouges sont ovipares. Le mode de fertilisation n'est pas précisé, mais on peut supposer que celui-ci est similaire à la reproduction humaine, puisque John Carter et Dejah Thoris ont des enfants. La martienne rouge pond un œuf qui doit ensuite incuber pendant cinq ans. Après cinq ans, le jeune martien rouge naît et est élevé par ses parents.
Les hommes rouges sont organisés en cités états. Un royaume est généralement constitué de plusieurs cités, chacune dirigée par un jed, le royaume ou empire étant dirigé par un jeddak. La civilisation des hommes rouges a des aspects relativement ordinaires, avec ses paysans et ses marchands, mais leur société est cependant fort marquée par la guerre que les cités se font souvent. Les hommes sont dès lors souvent soldats, et comme pour tous les martiens, la guerre représente une activité essentielle. Les martiens rouges se font une haute idée de l'honneur et sont généralement présentés comme capable de se battre jusqu'à la mort pour sauvegarder l'honneur d'une femme. Ils sont effectivement extrêmement loyaux à l'égard de ceux vis-à-vis desquels ils se sentent liés (une forme d'allégeance commune se manifestant par le fait de jeter son épée aux pieds de la personne que l'on veut honorer). L'esclavage est commun parmi les hommes rouges qui mettent en esclavage ceux qu'ils capturent de peuples ennemis. La vie des esclaves observés dans les romans semble cependant relativement douce, et il semble possible à un esclave de gagner sa liberté, mais ces éléments ne sont guère développés dans les romans. Les hommes rouges sont les scientifiques de Mars : ils sont notamment ceux qui permettent à la planète de survivre, puisqu'ils ont construit l'usine atmosphérique qui permet de maintenir une atmosphère viable.

#### Martiens jaunes
Les martiens jaunes sont supposés éteints, mais leur population a survécu, cachée au pôle nord, dans le pays d'Okar, où ils se protègent du froid dans des cités sous dôme. Ils apparaissent dans Le Seigneur de la Guerre de Mars, et offrent son dernier refuge à Matai Shang, hekkador suprême des therns, qui a enlevé Dejah Thoris et Thuvia de Ptarth. Les hommes jaunes sont barbus.

#### Martiens blancs
Les orovars sont une ancienne race de navigateurs qui vivaient dans les cités portuaires au bord des anciens océans martiens. Ils ont quasiment disparu, à l'exception d'une petite communauté de mille hommes qui survivent dans la ville de Lothar. Il est expliqué à Carthoris, fils de John Carter, dans Thuvia, vierge de Mars, qu'environ vingt mille hommes blancs avaient réussi à atteindre Lothar, alors que leur race fuyait les hordes vertes de Torquas qui déferlaient à la suite de l'assèchement des mers, mais pas une seule femme n'avait survécu. Les lothariens, qui ne sont plus que mille, réussissent à résister aux assauts des martiens verts car ils ont développé la capacité de projeter des images mentales de guerriers qui ont une telle substance qu'ils sont capables de se battre et de tuer des attaquants.
Les therns semblent être des descendants des orovars. Contrairement à ceux-ci, ils sont parfaitement chauves mais cachent cet état sous une perruque de cheveux blonds, accompagnée d'un bandeau d'or orné d'une pierre précieuse pour les therns sacrés.
Lorsque commence l'action de Les Dieux de Mars, les therns habitent un complexe de grottes et de caves dans les falaises qui surplombent la vallée Dor et sont les invisibles mais puissants prêtres de la religion martienne.
Au terme de Le Seigneur de la Guerre de Mars, la religion martienne a été réduite à néant et les therns ont perdu toute influence sur les barsoomiens. Dès lors, ils quittent leur territoire de la vallée Dor et deviennent généralement des mercenaires dans les diverses nations de martiens rouges.

#### Martiens noirs
Lorsque commence l'action de Les Dieux de Mars, les hommes noirs, ou les pirates noirs comme on les appelle, sont quasiment une légende. Censés vivre sur la lune la plus proche, ils sont connus pour leur raids meurtriers opérés avec leur flotte de vaisseaux. En réalité, les hommes noirs, qui s'appellent eux-mêmes les premiers-nés et se considèrent comme étant supérieurs à tous les autres habitants de la planète, sont les ultimes bénéficiaires de la fausse religion dont les therns sont en définitive également victimes.
En effet, les hommes noirs vivent en fait dans un territoire souterrain non loin du pôle sud et du territoire des therns, autour de la mer souterraine d'Oman, sous la mer de Korus. Au centre de leur territoire se trouve le temple d'Issus, la déesse suprême de la religion martienne qu'eux-mêmes vénèrent, en fait une vieille femme noire cruelle et dépravée.
Au terme de Le Seigneur de la Guerre de Mars, Issus, démasquée par John Carter a été massacrée par son peuple qui s'allie avec Hélium.

### Organisation politique
Les barsoomiens sont généralement organisés en cités-états, sauf pour les martiens verts, organisés en hordes. Ces cités-états peuvent être, pour les plus grandes, constituées de plusieurs villes, placées sur les canaux qui distribuent l'eau. Certaines cités sont totalement isolées ou perdues, mais la plupart des cités des martiens rouges ont des relations et commercent, du moins quand elles ne se font pas la guerre. Selon sa taille, une cité est dirigée par un jed (roi) ou un jeddak (empereur).

### Religion
Dans Les Dieux de Mars et depuis des millénaires, tous les martiens partagent une même religion au sommet de laquelle trône Issus. La religion dans son ensemble est un empilement de tromperies : Issus, une vieille femme noire, fait croire à tout le monde, y compris aux hommes noirs de sa race, qu'elle est une déesse immortelle. Les hommes noirs qui la servent font croire aux therns que ceux d'entre eux qui suivront la rivière Iss jusqu'au temple d'Issus connaitront une éternité de félicité quant en réalité, ils seront au mieux réduit à l'esclavage, et au pire tués et dévorés. Enfin les therns font croire aux autres martiens que ceux-ci, au terme d'un pèlerinage sur la rivière Iss, connaitront le paradis en arrivant dans la vallée Dor, alors que la plupart d'entre eux seront tués par les hommes-plantes.
En effet, selon les croyances soigneusement entretenues par les therns, les martiens qui n'ont pas été tués dans une guerre ou un assassinat sont censés — en tout cas au terme de leurs mille ans, mais plus tôt s'ils le désirent — s'embarquer sur la rivière Iss qui les mènera, au terme d'un parcours souterrain, dans la vallée Dor sur les berges de la mer de Korus, lieu où ils connaitront enfin une existence d'amour et de paix.
Au lieu de cela, les pèlerins sont massacrés par les hommes-plantes qui les vident de leur sang, ou par les grands singes blancs de Barsoom. Les quelques survivants sont réduits en esclavage par les therns, tandis que la chair de ceux qui ont été vidés de leur sang par les hommes-plantes, sert de nourriture aux therns sacrés.
Au cours de ses aventures dans Les Dieux de Mars et dans Le Seigneur de la Guerre de Mars, John Carter mettra fin à cette religion et soumettra les therns et les hommes noirs.

### Faune et plantes
La végétation des plaines désertiques se résume surtout à une mousse jaune, mais on y trouve en abondance une grosse plante qui pousse presque sans eau et qui produit huit à dix litres d'un liquide qui ressemble à du lait et qui semble constituer la base du régime des hommes verts. 
Les zones fertiles peuvent présenter des plaines d'herbe rouge ainsi que des arbres. On y trouve des fleur-hommes dont les pétales ont des yeux et de mains pour saisir les insectes, ainsi que le dangereux arbre-calot, dont chaque branche se termine par des mâchoires capables de dévorer de grandes bêtes de proie.

#### Hommes-plantes
Ils habitent la vallée Dor où ils massacrent les pèlerins qui arrivent dans la vallée après leur voyage sur la rivière Iss. Dans ce rôle, ils sont les exécuteurs des victimes de la religion promue par les therns.
Ils mesurent plus de trois mètres et leur corps bleu et sans poil, dans lequel coule un sang vert semblable à de la sève, est d'aspect vaguement humanoïde. Le torse et les membres inférieurs semblent normaux, mais les bras sont plutôt des sortes de trompes dépourvues d'os qui se terminent par des serres coupantes comme des lames de rasoir.
La tête est couverte de ce qui ressemble à de long cheveux noirs, mais sont en fait des appendices de la grosseur d'un ver de terre, longs d'environ trente centimètres, et qui s'agitent en tous sens lorsque la créature contracte les muscles du crâne. Le visage comporte un gros œil unique entièrement blanc, iris compris, entouré d'une bande blanche, seule variation de couleur sur le corps bleu, et un nez qui est un trou rouge semblable à une blessure par balle. Le reste du visage est lisse jusqu'au menton, sans trace de bouche. La bouche se situe en fait dans ce que l'on pourrait décrire comme la paume de la main. 
Les hommes-plantes ont des pieds de près d'un mètre de long, plats, enfin le corps est équipé d'une queue de près de deux mètres de long, ronde à sa base mais s'amincissant au bout.
Les hommes-plantes se reproduisent par un système qui semble tenir du bourgeonnement : chaque créature porte, sous les aisselles, deux répliques d'elle-même qui se développent de cette façon jusqu'à ce qu'elles se détachent. Il n'est pas précisé si un homme-plante est capable d'avoir plusieurs portées de cette façon.
Les hommes-plantes sont des créatures sauvages dénuées d'intelligence qui passent ordinairement leur temps en troupeaux en paissant paisiblement dans les plaines d'herbe rouge qui tapissent la vallée Dor : leurs serres acérées coupent l'herbe tandis que la bouche située dans la paume absorbe l'herbe.
Lorsque des pèlerins débarquent de la rivière Iss, un thern sacré en avertit les hommes-plantes qui attaquent alors les pèlerins en bande. Outre les serres, le mode d'attaque des hommes-plantes consiste à bondir au-dessus de leurs victimes et à leur faire éclater le crâne d'un coup puissant de leur queue musculeuse. Une fois leurs victimes tuées, les hommes-plantes les vident de leur sang.

#### Apt
L'apt est un prédateur des zones polaires. Il se présente comme un énorme animal au pelage blanc doté de six membres dont quatre, courts et trapus, pour la mobilité et deux "bras" munis de mains pour saisir ses proies. Sa tête rappelle celle d'un hippopotame qui aurait une mâchoire inférieure flanquée de deux cornes orientées vers le bas. Ses énormes yeux sont composés de milliers d'ocelles à l'instar des insectes, sauf que chez l'apt, chaque ocelle possède sa paupière particulière.

#### Banth
Le lion martien, le banth est une bête de proie sauvage dont le territoire est les plaines des mers mortes de la planète. Jaune et dépourvu de poils, à l'exception d'une crinière, son long corps est mu par dix pattes. Sa gueule surmontée de deux gros yeux verts protubérants est fendue par une immense mâchoire garnie de trois rangées de crocs.

#### Calot
Un calot est l'équivalent martien d'un chien de chasse ou de combat. Haut d'environ un mètre, il a dix pattes qui en font l'animal le plus rapide de Barsoom. Sa gueule ressemble à celle d'une grenouille, mais sa large bouche est garnie de trois rangées de crocs. Son intelligence, sa loyauté et sa férocité en font un gardien idéal. 
Lorsque John Carter arrive sur Barsoom dans Une princesse de Mars, les Martiens verts qui le capturent chargent Woola, un calot, de le surveiller. Après que John Carter le sauve des griffes d'un grand singe blanc, Woola devient son ami le plus fidèle.

#### Grand singe blanc
Le grand singe blanc de Barsoom est une des créatures les plus sauvages de la planète, la seule de laquelle John Carter admet avoir peur, peut-être en raison de la ressemblance du grand singe blanc avec les humains.
Blanc et dépourvu de poils, sauf une touffe de cheveux, les grands singes blancs mesurent 3 mètres de haut, et sont, tout comme les martiens verts, équipés d'une paire de membres intermédiaires. Leur face, y compris le groin, ressemble à celle d'un gorille.
Le grand singe blanc vit en bandes dans les villes abandonnées qui parsèment les plaines mourantes de Barsoom. Il tue ses victimes d'un coup de gourdin avant de les dévorer. Certaines bandes de grands singes blancs portent ce qui ressemble à des vêtements.

#### Thoat
Le thoat est la monture des martiens. Il y a deux types de thoats : celui des martiens verts et celui des martiens rouges.
Le thoat des martiens verts est une créature de 3 mètres de haut à l'épaule, et qui se déplace sur huit pattes qui se terminent par des pieds matelassés et sans ongle, qui lui assurent un déplacement silencieux. Totalement dépourvu de poils, il est couleur ardoise sombre, sauf le ventre qui est blanc. La queue, plate, plus large à l'extrémité qu'à sa base, est dressée verticalement quand le thoat court. Au bout du cou long et massif, la tête est fendue par une large bouche.
Le thoat est dirigé par son cavalier grâce à la télépathie.

#### Zitidar
Grand pachyderme martien.

### Sciences et techniques
La civilisation martienne est un curieux mélange puisqu'alors que la vie de tous les jours est relativement simple et que les combats se font essentiellement à l'arme blanche, les martiens disposent de technologies avancées, peut-être héritées des anciennes races.
Parmi les produits de cette technologie, on compte les vaisseaux volants, les armes à feu qui tirent des projectiles au radium et l'usine atmosphérique qui permet de maintenir l'atmosphère de la planète à un niveau viable.

#### Armes à feu
Les martiens disposent d'armes à feu qui propulsent un projectile contient une parcelle de radium, celui-ci étant une substance qui explose violemment lorsqu'elle est touchée par les rayons du soleil. Lors de l'impact, l'enveloppe se brise et le radium explose. Lors d'une bataille de nuit, le radium n'explose pas, et ce n'est que le lendemain, au lever du jour, que le radium explose.
Le narrateur prend la précaution de préciser qu'il utilise le mot radium parce qu'il pense que la poudre en contient, mais que dans les notes de Carter, le mot martien est utilisé.

#### Distribution d'eau
Dans Une princesse de Mars, il est expliqué que les martiens rouges collectent l'eau aux calottes polaires de la planète, mais dans Les Dieux de Mars, il est précisé que l'eau provient en fait de la mer d'Oman qui se trouve au centre du territoire des martiens noirs : le niveau de la mer d'Oman, qui reçoit des eaux d'une autre mer souterraine située au-dessus d'elle, est régulé par les martiens noirs qui en pompent l'eau et la rejettent dans les réservoirs du pôle nord d'où les martiens rouges la tirent, sans bien comprendre d'où elle vient.
L'eau ainsi collectée est amenée, par des canaux, aux centres urbains et zones d'exploitation agricoles.

#### Mesure
Un jour martien dure 24 heures et trente-sept minutes (en temps terrestre). Sur Barsoom, la journée est divisée en dix zodes, la journée commençant vers 6 heures du matin (terrestre). La première zode désigne donc la période correspondant à peu près à ce qui serait le temps entre 6 heures et 8 heures et demie (temps terrestre), la seconde zode désigne la période entre 8 heures et demie et 11 heures et ainsi de suite.
Les zodes se divisent en cinquante xats d'environ trois minutes terrestres chacun, et chaque xat se divise à son tour en 200 tals, équivalents approximatifs de notre seconde .

#### Usine atmosphérique
Construite par les martiens rouges, l'usine atmosphérique est une de leurs deux réalisations qui permet à Barsoom de survivre (l'autre étant la distribution d'eau par le réseau de canaux). Enfermée dans des murs de soixante mètres de haut et de quarante-cinq mètres d'épaisseur, protégée d'une attaque aérienne par un toit de verre épais d'un mètre cinquante, elle occupe un millier d'hectares.
Le processus de génération de l'atmosphère est décrit de la façon suivante par John Carter, qui peut lire les pensées du gardien de l'usine : au moyen d'une machinerie installée sur le toit du bâtiment, on sépare de la lumière solaire le neuvième rayon que l'on conserve alors dans des réservoirs qui occupent les trois quarts du bâtiment. Le rayon subit un traitement et est ensuite acheminé par des pompes jusqu'au centre d'air de la planète où, libéré, il se transforme en atmosphère au contact de l'éther.
Les réservoirs de l'usine contiennent suffisamment de réserve du neuvième rayon pour assurer un millier d'années de régénération de l'atmosphère. Les pompes qui assurent le transport sont au nombre de vingt, utilisées alternativement selon un cycle de vingt jours.
L'usine a deux gardiens qui connaissent le secret de l'entrée dans le bâtiment, chacun d'eux passant alternativement une demi année dans l'usine. Le gardien que rencontre John Carter dans Une princesse de Mars est un vieillard qui porte pour tout ornement, un collier d'or avec une pierre précieuse étincelante de neuf rayons — Les sept couleurs de notre prisme terrestre, plus deux merveilleux rayons inconnus de moi .
À la fin d'Une princesse de Mars, survient une panne de l'usine atmosphérique. Le gardien n'a plus donné signe de vie depuis deux jours, le second gardien est retrouvé mort, et les pompes sont tombées en panne. Il ne restera donc plus que trois jours d'oxygène à vivre sur Barsoom !

#### Vaisseaux volants
Les vaisseaux volants, souvent erronément désignés comme "avions" dans la version française, "fliers" en anglais, sont des vaisseaux de tailles diverses, du monoplace long d'environ cinq mètres, au croiseur pouvant emmener des milliers d'hommes.
Ces vaisseaux pouvant être très rapides (350 km/h en pointe dans les premiers livres, jusque 600 km/h à la suite de certaines découvertes dans les livres suivants) sont le mode de déplacement le plus sûr et le plus commun sur cette planète aux cité-états isolées par des zones désertiques.
La sustentation du vaisseau est assurée par une forme d'antigravité obtenue grâce au huitième rayon que les martiens rouges extraient de la lumière solaire. Le rayon est emmagasiné dans des réservoirs de part et d'autre du vaisseaux. Les réservoirs sont alors repoussés par le huitième rayon émanant de la surface de Barsoom, ce qui assure aux vaisseaux les plus gigantesque de flotter tels des plumes. Le dosage de la quantité de rayons dans le réservoir est une opération délicate : le premier vaisseau jamais construit par les savants d'Hélium, a été satellisés avec ses cinq cents hommes d'équipage.
La propulsion quant à elle est assurée par un moteur au radium.

## Adaptations en bande dessinée
Frank Frazetta, Ernie Chan, Joe Jusko

## Adaptations cinématographiques
Le 1er avril 2010 sort en France, Les Chroniques de Mars (Princess of Mars) vidéofilm américain de Mark Atkins avec Antonio Sabato qui joue John Carter et Traci Lords qui interprète Dejah Thoris. Dans ce vidéofilm John Carter est un tireur d'élite de l'armée servant en 2010 en Afghanistan. Grièvement blessé lors d'un engagement, il se voit utilisé par le gouvernement pour une téléportation expérimentale. Il se retrouve alors sur une lointaine planète que les indigènes nomment Barsoom. Dans ce monde étrange, John Carter se rend compte qu'il est capable de franchir d'un bond des distances prodigieuses. Capturé et réduit tout d'abord en esclavage par une tribu d'hommes verts appelés les Tharks, il conquiert sa place parmi eux, et contribue à sauver de la mort Dejah Thoris, princesse d'un groupe rival.
En 2012 sort John Carter d'Andrew Stanton, pour les studios Walt Disney Pictures.

### Sources
- Une princesse de Mars, Les Dieux de Mars et Le Seigneur de la Guerre de Mars
- Environnement et constructions
- Plantes et animaux
- Technologie
- Mesures
- Burroughs’ Barsoom and Lowell’s Mars: A Map for the Interpretation of Barsoomian Geography
- Thoughts on the Evolution of Current Day Flora and Fauna of Barsoom
- Cet article est partiellement ou en totalité issu de l'article intitulé « Barsoom » (voir la liste des auteurs).
- Cet article est partiellement ou en totalité issu de l'article intitulé « Hommes-plantes » (voir la liste des auteurs).
- Cet article est partiellement ou en totalité issu de l'article intitulé « Martiens rouges » (voir la liste des auteurs).
- Cet article est partiellement ou en totalité issu de l'article intitulé « Martiens verts » (voir la liste des auteurs).